# Hubble (cráter)
Hubble es un cráter lunar que se encuentra muy cerca de la extremidad este-noreste de la Luna. Esta localización se observa con dificultad desde la Tierra y su visibilidad se ve afectada por la libración. Se encuentra al norte del Mare Marginis y al noreste del cráter Cannon. Alrededor de un diámetro del cráter hacia el norte-noreste está el cráter Lyapunov.
El borde de este cráter está desgastado y erosionado, y tiene un borde algo irregular en algunas partes. La pared interior es más ancha a lo largo del lado occidental, donde el borde tiene una ligera protuberancia hacia afuera. La parte más intacta del borde se encuentra a lo largo del lado oriental, y la pared interior de este lado es visible desde la Tierra.
El suelo interior se ha inundado de lava basáltica, dándole un albedo menor que el terreno circundante. Es sin embargo, no tan oscuro como el mar lunar que se encuentra hacia el sur. Esta superficie es relativamente llana y sin rasgos distintivos, con solo unos pocos cráteres de pequeño tamaño. 

## Cráteres satélite
Los cráteres satélite son pequeños cráteres situados próximos al cráter principal, recibiendo el mismo nombre que dicho cráter acompañado de una letra mayúscula complementaria (incluso si la formación de estos cráteres es independiente de la formación del cráter principal). Por convención, estas características son identificadas en mapas lunares poniendo la letra en el lado del punto medio del cráter que se encuentre más cercano al cráter principal.
|        | \| Hubble \| Coordenadas \| Diámetro \| \| ------ \| ------------------------------ \| -------- \| \| C \| 19°16′N 85°22′E / 19.27, 85.37 \| 53.64 km \| |          |
| Hubble | Coordenadas | Diámetro |
| C      | 19°16′N 85°22′E / 19.27, 85.37 | 53.64 km |